# Cessna 172
Cessna 172 Skyhawk este un avion american cu un singur motor, cu aripă fixă și înaltă, de patru locuri, produs de Cessna Aircraft Company.